# Jarrettsville
Jarrettsville é uma Região censo-designada localizada no estado americano de Maryland, no Condado de Harford.

## Demografia
Segundo o censo americano de 2000, a sua população era de 2756 habitantes.

## Geografia
De acordo com o United States Census Bureau tem uma área de
22,6 km², dos quais 22,6 km² cobertos por terra e 0,0 km² cobertos por água. Jarrettsville localiza-se a aproximadamente 128 m acima do nível do mar.

## Localidades na vizinhança
O diagrama seguinte representa as localidades num raio de 16 km ao redor de Jarrettsville.